# Geoff McQueen
Geoff McQueen (Dalston (Londen), 24 juli 1947 – 6 juli 1994) was een televisiescenarist. Zijn grootste succes behaalde hij met The Bill.

## Biografie

### Jonge jaren en eerste succes
McQueen werkte jarenlang als schrijnwerker en timmerman in het buitenland voor hij in 1978 begon met schrijven. In 1982 had hij een aflevering geschreven voor de succesreeks The Gentle Touch; Be Lucky Uncle werd eind oktober van dat jaar uitgezonden en bezorgde McQueen zijn eerste succes. Hij schreef daarnaast nog mee aan Give Us a Break en Big Deal, beiden voor BBC.

### WoodentopenThe Bill
Een jaar later werd hij aangesproken door Michael Chapman, die op zoek was naar ideeën voor Storyboard, een reeks eenmalige dramaproducties. McQueen vertelde hem over Old Bill, een project over de dagelijkse beslommeringen op een politiebureau, dat eerder werd afgewezen door de BBC. Chapman toonde interesse en McQueen begon met het herschrijven van het scenario van het project dat inmiddels de nieuwe titel Woodentop had gekregen. De productie werd voor het eerst uitgezonden op 16 augustus 1983 en werd een groot succes met veel positieve kritieken. Ook producent Thames Television was onder de indruk; men geloofde dat het als serie veel potentieel had om te scoren bij het grote publiek. Een maand na uitzending van Woodentop besloot het bedrijf om elf extra afleveringen te bestellen voor het uitzendschema van najaar 1984. De titel werd veranderd naar The Bill en op 16 oktober ging de eerste aflevering, Funny Ol' Business – Cops and Robbers, in première. In 2010 zal de laatste aflevering worden uitgezonden; The Bill heeft er dan ruim tweeduizend afleveringen op zitten.
McQueen wilde dat de verhalen altijd moesten worden getoond vanuit het perspectief van de agenten, met als gevolg dat er in elke scène ten minste één politieagent te zien zou zijn. Het moest gaan om het verhaal van de politieagent, niet om de misdadigers die eerst een misdaad plannen. Daarnaast werd besloten om het privéleven van de agenten zo veel mogelijk buiten beeld te laten. De privéomstandigheden moesten invloed hebben op het werk, in plaats van andersom. Naarmate de tijd verstreek werden deze principes langzaamaan losgelaten.

### Overig werk en overlijden
Naast The Bill schreef McQueen nog diverse scenario's voor Boon, Home James!, Stay Lucky en Lovejoy. Daarnaast werden scenario's van The Bill vertaald in het Nederlands en Duits voor respectievelijk Bureau Kruislaan en Die Wache.
De tiende verjaardag van The Bill in oktober 1994 werd overschaduwd door het plotselinge overlijden van McQueen op 6 juli van dat jaar. Hij overleed aan de gevolgen van een aneurysma. McQueen had een paar weken eerder nog een interview gegeven, waarin hij zei dat hij nooit had gedacht dat "zijn kindje" het tien jaar zou volhouden.
McQueen liet zijn vrouw Jan Reeve – met wie hij sinds 1967 was getrouwd – en hun twee kinderen achter. Na zijn dood werden er nog wel enkele van zijn ideeën en scenario's in productie genomen. Zo screef hij het script voor Rules of Engagement; dit moest dienen als pilotaflevering voor een televisieserie, maar de productie werd afgekeurd. Daarnaast bedacht McQueen het verhaal voor de televisiefilm March in Windy City.

## Filmografie
- 1982 · The Gentle Touch.
- 1983 · Storyboard: Woodentop, tevens bedenker.
- 1984 · Give Us a Break
- 1984–1994 · The Bill, tevens bedenker.
- 1986 · Boon
- 1987 · Home James!
- 1989–1992 · Stay Lucky
- 1992 · Lovejoy
- 1992–1995 · Nederlandse remake The Bill: Bureau Kruislaan, enkel bedenker.
- 1994–2006 · Duitse remake The Bill: Die Wache, enkel bedenker.
- 1997 · Rules of Engagement.
- 1998 · March in Windy City, enkel bedenker.